# ライオンハイスターチ
ライオンハイスターチとは、1966年にライオン油脂（現：ライオン）が発売した液体洗濯糊。

## 経緯
製品は、1966年6月に仕上げ剤トリオとして塩素系漂白剤ライオンブリーチ、柔軟剤ライオンソフターと同時発売された。
液体洗濯糊としては、すでに同業他社の花王から、花王スターチが発売されていたが、ライオンハイスターチの発売により、類似商号対策や対抗上1ヶ月後の1966年7月にキーピングと改名して再発売した。

## その他
- 1976年から、新しい仕上げ剤の発売が順次始まり、漂白剤はブライト、柔軟剤はソフランSに変わっていったが、洗濯糊・アイロン仕上げ剤も例外ではなく、カインド（1985年からシャキットに改名）に変更された。
- 現在ライオンからは一般用の洗濯糊・アイロン仕上げ剤は発売されていないが、業務用としては引き続きシャキットが発売されている。通販などにあることもある。